# NGC 4000
NGC 4000 је спирална галаксија у сазвежђу Лав која се налази на NGC листи објеката дубоког неба.
Деклинација објекта је + 25° 8' 38" а ректасцензија 11h 57m 57,0s. Привидна величина (магнитуда) објекта NGC 4000 износи 14,5 а фотографска магнитуда 15,3. NGC 4000 је још познат и под ознакама UGC 6949, MCG 4-28-103, CGCG 127-118, IRAS 11554+2524, PGC 37643.